# Mesosa angusta
Mesosa angusta es una especie de escarabajo longicornio del género Mesosa, categorizada en la tribu Mesosini, de la subfamilia Lamiinae. Fue descrita por Gressitt en 1951.

## Descripción
Mide 11 mm de longitud.

## Distribución
Se distribuye por China.